# Orientacija toaletnega papirja
Za orientacijo toaletnega papirja obstajata dve možnosti. Os, ki teče skozi luknjo v kartonastem tulcu, je v obeh primerih vodoravna s steno. Toaletni papir je lahko orientiran tako, da je viseči konec papirja pred tulcem ali pa za njim.
Orientacijo določajo želje posameznikov. Raziskava v Ameriki je pokazala, da 60–70 % prebivalstva raje uporablja orientacijo s papirjem pred tulcem.

## Argumenti
Večina argumentov za orientacijo papirja temelji na preprostosti trganja papirja in navadi.  
Med argumente za papir pred tulcem spadajo:
- zmanjša nevarnost za dotik stene s prsti, pri čemer se lahko prenesejo umazanija in bakterije na steno,
- lažje je videti konec toaletnega papirja,
- je načrtovana orientacija tovarn, tako da poslikava papirja izgleda bolje v tej orientaciji.

Med argumente za papir za tulcem spadajo:
- izgleda bolje, konec toaletnega papirja se lahko skrije,
- zmanjša nevarnost, da bo dojenček ali hišni ljubljenček odvil toaletni papir,
- v avtodomu zmanjša pogostost odvijanja.

## Raziskave
Raziskava v letu 1989 je raziskala povezavo med starostjo, spolom in želeno orientacijo (zgoraj):
|        | 21–34 | 35–44 | 45–54 | 55 + | Skupaj | Skupno za oba spola |
| ------ | ----- | ----- | ----- | ---- | ------ | ------------------- |
| Moški  | 71%   | 81%   | 60%   | 63%  | 69%    | 68%                 |
| Ženske | 81%   | 65%   | 62%   | 83%  | 67%    | 68%                 |